# Kenton Jernigan
Kenton Jernigan, né en 1964 à Newport, est un joueur professionnel de squash représentant les États-Unis. Il est champion des États-Unis à quatre reprises entre 1983 et 1992.
Il est intronisé au Temple de la renommée du squash des États-Unis en 2008.

## Biographie
Son père possédant le Newport Squash Club, Kenton Jernigan est un joueur précoce qui fut, avec Mark Talbott, Ned Edwards et John Nimick, un membre du quatuor d'Américains qui dominent le squash américain dans les années 1980. Originaire de Newport (Rhode Island), il atteint la finale des championnats nationaux en 1982 alors qu'il était en terminale à l'école secondaire (High school); il remporte les championnats nationaux juniors le même hiver. Dans un exploit sans précédent, Kenton Jernigan remporte les titres nationaux de balle dure en simple et les tout nouveaux titres nationaux de balle molle en 1983, 1984 et 1985 ; il remporte également les titres nationaux de balle molle en simple, le S.L. Green, en 1992. L'un des joueurs inter-collégiaux les plus dominants de l'histoire, Kenton Jernigan ne perd qu'un seul match universitaire en quatre ans à l'université Harvard, remportant les National Intercollegiates en 1983, 1984 et 1986 et menant Harvard à quatre titres consécutifs en équipe nationale. Kenton Jernigan joue au sein de l'équipe nationale américaine aux championnats du monde par équipes de 1983, 1987, 1989 et 1991 et passe également ses étés sur le circuit international de squash, atteignant un classement mondial de 65e. En tant que professionnel, il remporte le Tournoi des champions en 1991. 
En parallèle de sa carrière de joueur de squash, il est également membre associé chez Lehman Brothers et réside désormais à Londres.

## Palmarès

### Titres
- Tournoi des champions : 1991
- Championnats des États-Unis : 4 titres (1983-1985, 1992)